# Šopron
Šopron falu Horvátországban Kapronca-Kőrös megyében. Közigazgatásilag Nagykemlékhez tartozik.

## Fekvése
Kőröstől 13 km-re északnyugatra, községközpontjától  1 km-re délre a Kemléki-hegység lábánál fekszik.

## Története
1527-ben rövid ideig lindvai Bánfi János itteni várában őrizték a Szent Koronát Perényi Péter koronaőrrel együtt.
A falu a trianoni békeszerződésig Belovár-Kőrös vármegye Körösi járásához tartozott. A magyarországi Sopron városával 2005-ben történt meg az első hivatalos kapcsolatfelvétel.

## Népessége
1857-ben 147, 1910-ben 199 lakosa volt.
2001-ben 174 lakosa volt.